# فنوترین
فنوترین (به انگلیسی: Phenothrin) با فرمول شیمیایی C۲۳H۲۶O۳ یک ترکیب شیمیایی با شناسه پاب‌کم ۴۷۶۷ است. که جرم مولی آن ۳۵۰٫۴۵۱ g/mol می‌باشد. 